# 하세가와 도루
하세가와 도루(일본어: 長谷川 徹, 1988년 12월 11일 ~ )는 일본의 축구 선수이다. 현재 J2리그의 도쿠시마 보르티스에서 뛰고 있다.

## 구단 경력
그는 2007년부터 J리그의 나고야 그램퍼스, 도쿠시마 보르티스에서 뛰었다.